# Élisabeth de Bohême (1292-1330)
Pour les articles homonymes, voir Élisabeth de Bohême.
Élisabeth de Bohême (en tchèque : Eliška Přemyslovna), née le 20 janvier 1292 et morte le 28 septembre 1330 à Prague, est une princesse de la dynastie des Přemyslides qui devint reine de Bohême et comtesse de Luxembourg en épousant le roi Jean l'Aveugle. Elle est la mère de l'empereur Charles IV, roi de Bohême.  

## Enfance
Élisabeth est la fille de Venceslas II de Bohême (1271-1305), roi de Bohême et de Judith de Habsbourg (1271-1297). Sa mère meurt alors qu'elle n'a que cinq ans. Des dix enfants de Wenceslas et Judith, seuls quatre parviennent à l'âge adulte : Wenceslas, Anne, Élisabeth et Marguerite. Ils ont également une demi-sœur cadette, Agnès, née du second mariage de leur père avec Élisabeth Ryksa, fille du roi de Pologne, épousée six ans après la mort de Judith.  
L'enfance de la jeune princesse est marquée par de nombreux événements tragiques comme l'incendie qui dévaste le château de Prague en 1303, la mort de son père en 1305 et l'assassinat de son frère Wenceslas III en 1306, qui marque la fin de la dynastie des Přemyslides en ligne masculine. A treize ans, Élisabeth est donc orpheline et vit avec sa sœur, Anne. Marguerite, leur aînée, a été mariée à l'âge de sept ans à Bolesław III le Prodigue, venu vivre à la Cour de Bohême avec sa mère, Élisabeth de Grande-Pologne, à l'invitation pressante de Wenceslas II. 
Élisabeth va ensuite vivre quelque temps dans un couvent proche du château de Prague, auprès de sa tante, Cunégonde, qui exerce un fort ascendant sur la jeune princesse privée de mère. Elle retourne ensuite vivre au château avec sa belle-sœur Viola de Cieszyn, sa belle-mère, Élisabeth Ryksa et sa sœur Anne, avec laquelle la relation va toutefois se détériorer.

## Succession de Bohême
Le frère d'Élisabeth, Venceslas III de Bohême, succède à leur père en 1305 mais il est assassiné en 1306. Il n’a pas d’héritier et le royaume revient donc à son beau-frère, le duc de Carinthie, Henri de Goritz, époux d'Anne de Bohême (1290-1313), sœur aînée de Wenceslas. Sur l'échiquier politique européen, Élisabeth, dernière princesse célibataire de la famille royale, devient alors un pion essentiel. Le véritable enjeu de son mariage est le contrôle des riches mines d'argent de Kutná Hora et les querelles autour du trône de Bohême entre son beau-frère Henri et Rodolphe de Habsbourg se soldent par la chute de la Bohême aux mains de ce dernier, qui, pour faire bonne mesure, épouse Élisabeth Ryksa. Mais à la mort de Rodolphe en 1307, la couronne revient à sa sœur et à son beau-frère, qui tentent alors de lui faire épouser le seigneur de Berg (Othon de Löbdaburg), un personnage falot dont Élisabeth ne veut pas. C'est la rupture entre les deux sœurs. Un groupe d'opposition à Henri et Anne se forme avec à sa tête la jeune Élisabeth. 

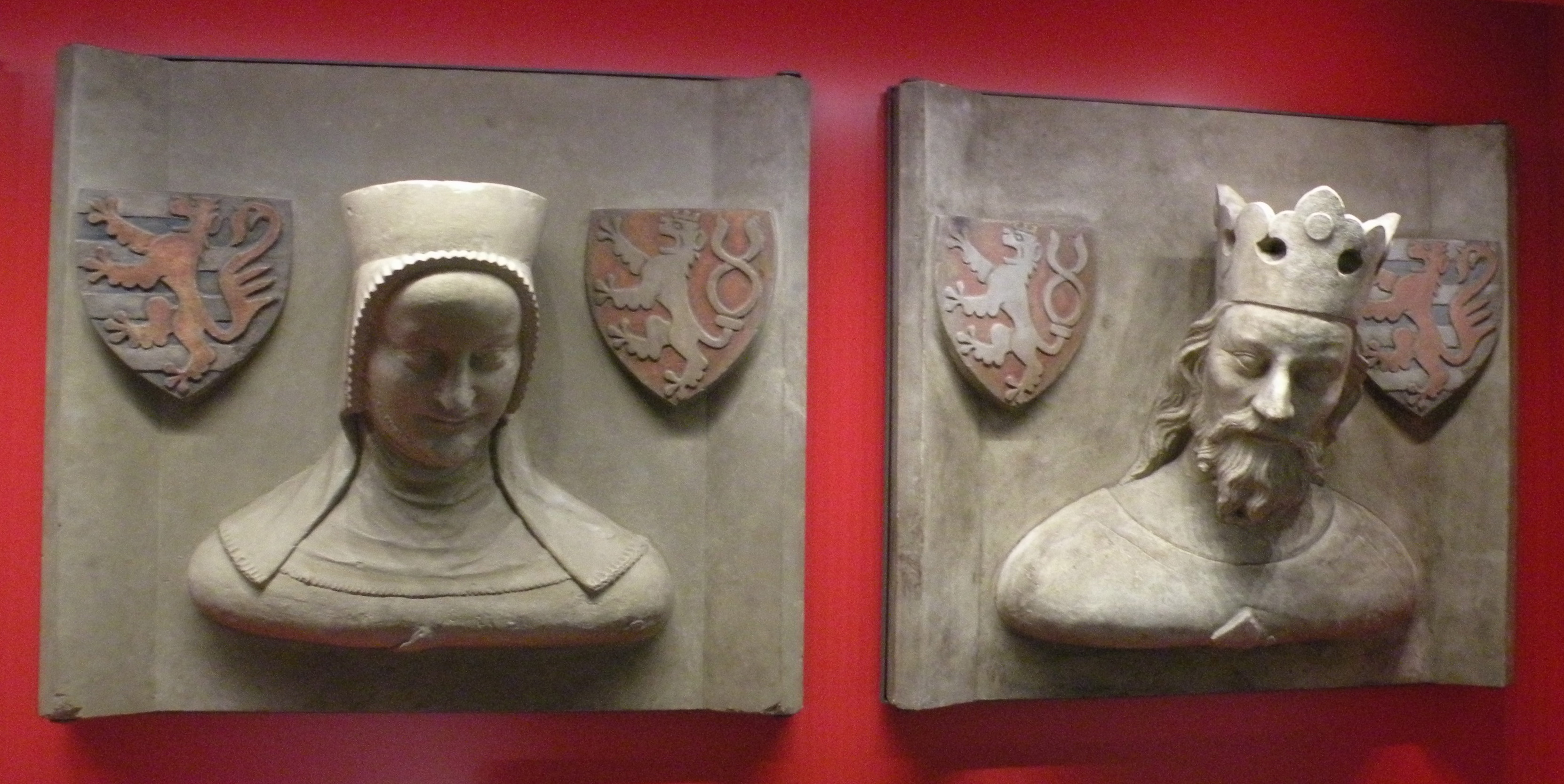
Elisabeth de Bohême et son mari Jean l'Aveugle.

En 1310, l’Empereur Henri VII de Luxembourg fait élire roi de Bohême son propre fils, Jean de Luxembourg. Avec l'aide de Conrad de Zbraslav, un coup d'État dynastique est organisé : le mariage d'Élisabeth avec le fils de l'empereur et la déposition, dans la foulée, d'Henri de Goritz du trône de Bohême. Henri et Anne doivent s'enfuir en Carinthie, où Anne mourra en 1313. Élisabeth et Jean sont couronnés le 7 février 1311.
Dans un premier temps, ce mariage se révèle désastreux car Élisabeth doit absolument donner naissance à un fils pour protéger son héritage des visées des descendants de ses sœurs, Marguerite et Anne. Or, ce n'est que six ans après son union avec Jean que ce fils tant désiré vient au monde, le futur empereur Charles IV. Ayant assuré leur succession avec la naissance de sept enfants, les époux retrouvent une certaine sérénité mais Élisabeth va bientôt montrer de la jalousie pour son mari, dont les idées politiques diffèrent des siennes. En 1319, un complot ayant pour but de déposer Jean et de le remplacer par son fils aîné est découvert et sévèrement puni. Jean décide alors d'éloigner les enfants de leur mère et lui retire les trois aînés, Marguerite, Bonne et Charles. La reine vit alors au château de Mělník et le jeune Charles est emprisonné par son propre père, qui l'envoie ensuite en France, en 1323. Il ne reverra jamais sa mère.

## Dernières années
Totalement isolée et abandonnée de tous, Élisabeth quitte la Bohême pour s'exiler en Bavière, où elle donne naissance à ses deux derniers enfants, les jumelles Anne et Élisabeth. Jean ne la soutient pas financièrement pendant cette période et Élisabeth revient en Bohême en 1325 avec Anne, dont la jumelle est décédée quelques mois auparavant. La reine est déjà malade lorsqu'elle regagne Prague mais elle vivra encore cinq ans, dans une situation économique tendue qui l'empêche d'entretenir une vie de Cour. Elle meurt en septembre 1330 de la tuberculose, à l'âge de 38 ans.
Jean épouse en secondes noces Béatrice, fille du duc de Bourbon Louis de Clermont, laquelle lui donne :
- Venceslas Ier de Luxembourg (1337 † 1383), futur duc de Luxembourg de 1353 à 1383.

D'une maîtresse au nom resté inconnu, il a par ailleurs :
- Nicolas de Luxembourg († 1358), homme d'Église qui finit sa vie comme patriarche d'Aquilée ;
- Colette de Luxembourg, qui épouse Gérard de Rotstock, seigneur de Bertrange au Luxembourg.

## Mariage et descendance

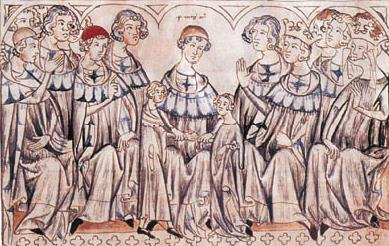
Mariage de Jean Ier de Luxembourg et Élisabeth Přemyslovna à Spire en 1310.

Le 1er septembre 1310, âgée de dix-huit ans, elle apporte le royaume de Bohême en dot à Jean de Luxembourg qui en a quatorze.  
De cette union sont issus :
- Marguerite (8 juillet 1313 † 11 juillet 1341), elle épouse en 1328 le duc Henri XIV de Basse-Bavière (1305-1339) ;
- Bonne (21 mai 1315 † 11 septembre 1349), mariée en 1332 au futur roi de France Jean II le Bon (1319-1364) ;
- Charles IV, empereur, roi de Bohême, comte de Luxembourg (1316 † 1378) ;
- Přemysl  Otakar (22 septembre 1318 † 20 avril 1320) ;
- Jean-Henri (1322 † 1375), comte de Tyrol et margrave de Moravie ;
- Anne (27 mars 1323 † 3 septembre 1338), mariée à Othon de Habsbourg (1301-1339), duc d'Autriche et de Styrie ;
- Élisabeth (27 mars 1323 † 1324), jumelle de la précédente.

### Source partielle
- Jiri Louda et Michael MacLagan, Les dynasties d'Europe, Bordas, 1984 et 1995.